# Mozzanica
Mozzanica là một đô thị ở tỉnh Bergamo trong vùng Lombardia của nước Ý, có vị trí cách khoảng 40 km về phía đông của Milano và khoảng 25 km về phía nam của Bergamo. Vào 31 December 2006, đô thị này có dân số 4.350 người và diện tích là 9,3 km².
Mozzanica giáp các đô thị: Caravaggio, Castel Gabbiano, Fara Olivana con Sola, Fornovo San Giovanni, Sergnano.
Mozzanica is the location of a Rohm and Haas plant.